# ایوان کوردوبا
ایوان رومیرو کوردوبا سپالودا (Ivan Romiro Cordoba Sepulveda) متولد ۱۱ اوت ۱۹۷۶ بازیکن سابق فوتبال اهل کلمبیا است.این بازیکن در زمان حضورش در اینتر مدافعی چند منظوره بود که بلندترین پرش ها را طول بازی از خود ثبت میکرد و همچنین دارای قدرت بدنی باورنکردنی بود که ترس را به دل مهاجمان حریف می انداخت. ازاین رو از او بعنوان یکی از بهترین مدافعان دهه 2000  از او یاد میشود.

## دوران باشگاهی
او فوتبال خود را از تیم دپورتیوو ریونگرو آغاز کرد و پس از دو سال و انجام ۴۲ بازی و یک گل زده به اتلتیکو ناسیونال پیوست و پس از درخشش در این تیم در فصل ۹۸-۹۷ با انجام ۷۳ بازی و یک گل زده به تیم آرژانتینی سن لورنزو پیوست و با  درخشش در این تیم مورد توجه باشگاههای اروپایی قرار گرفت. دو باشگاه  بزرگ اینترمیلان ایتالیا و  رئال مادرید، اسپانیا  خواهان جذب او بودند در آن  سالها تیم ایتالیایی زیر سایه ی  رقیب همشهری میلان  و یوونتوس قرار داشت به همین دلیل  تصور  بر این بود که که ایوان کوردوبا  راهی اسپانیا خواهد شد  ولی او   در سال ۱۹۹۹ با مبلغ ۱۶ میلیون یورو به اینتر پیوست. شرایط تا سال ٢٠٠۶برای اینتر و کوردوبا همانگونه که انتظار بود پیشرفت. اما بعد از پرونده کالچوپولی  پادشاهی اینتر در فوتبال ایتالیا آغاز شد و ایوان کوردوبا با اینتر به تمامی جامهای داخلی و اروپایی و جهانی دست یافت. کوردوبا  میگوید رد پیشنهاد پر افتخار ترین باشگاه دنیا   منطقی نبود ولی من  به موفقیت اینتر ایمان داشتم.،، ایوان کوردوبا مدافع وسطی مستحکم بودکه در کنار  سرعت خوب زمان بندی دقیقی داشت. با وجود قد کوتاه  پرشهای بسیار بلندش او را به فردی قابل اعتماد در هوا مبدل ساخته بود. . او قابلیت بازی در دفاع راست را نیز دارا بود.
ایوان کوروبا در ۳۶۶ بازی برای اینتر ۱۷ گل به ثمر رسانده است.

## فوتبال ملی
او در قهرمانی کلمبیا در کوپا آمریکا ۲۰۰۱ کاپیتان تیم بود و تک گل کلمبیا را در فینال به ثمر رساند، او سابقه بازی در جام جهانی ۱۹۹۸ را نیز داراست.
او در ۷۱ بازی ملی ۵ گل به ثمر رسانده است.

## افتخارات

### باشگاهی
اینترمیلان
- سری آ(۵): ۰۶–۲۰۰۵، ۰۷–۲۰۰۶، ۰۸–۲۰۰٧، ۰۹–۲۰۰۸، ۱۰–۲۰۰۹
- جام حذفی فوتبال ایتالیا(۴) ۰۵–۲۰۰۴، ۰۶–۲۰۰۵، ۱۰–۲۰۰۹، ۱۱–٢٠١٠
- سوپر جام فوتبال ایتالیا(۴): ۲۰۰۵، ۲۰۰۶، ۲۰۰۸، ٢٠١٠
- لیگ قهرمانان اروپا(۱): ۱۰–۲۰۰۹
- جام باشگاه های جهان(۱): ٢٠١٠

### ملی
کلمبیا
- کوپا آمریکا(۱): ۲۰۰۱